# Yoo Seung-ho
Yoo Seung-ho (hangul: 유승호, hanja: 俞承豪) es un actor surcoreano.

## Biografía
Es el más joven de dos hermanos. 
En febrero de 2012, se graduó del "Baekshin High School". 
El 5 de marzo de 2013, se enlistó para realizar su servicio militar obligatorio, el cual finalizó el 4 de diciembre de 2014.
Es amigo de los cantantes Jin (de BTS) y Kwon Hyun-bin.

## Carrera
El 2 de marzo de 2022 se confirmó que se había unido a la agencia YG Entertainment. Previamente formó parte de la agencias Story J Company, BS Company y de San Entertainment.
Es conocido como uno de los hermanos pequeños de la nación de Corea del Sur debido a su popularidad.

### Inicios
Ha aparecido en sesiones fotográficas para "1st Look", "M Magazine", "The Star", "Grazia", "High Cut", "Nylon" entre otros. En 2003, apareció en la serie Love Letter donde interpretó a Lee Woo-jin de joven, el actor Jo Hyun-jae interpretó de adulto.  
En 2004, participó en la serie Sweet Buns donde dio vida a Lee Shin-hyuk de joven, papel interpretado por el actor Kim Ji-wan de adulto. En septiembre del mismo año se unió al elenco de la serie Immortal Admiral Yi Sun-sin donde interpretó al joven almirante y general Yi Sun-sin, el actor Kim Myung-min interpretó a Sun-sin durante la edad adulta. En octubre del mismo año apareció en la serie Precious Family donde dio vida a Park Joon-yi, el hijo autista de Park Chang-soo (Heo Joon-ho). En enero de 2005, se unió al elenco de la serie Sad Love Story donde interpretó a Seo Joon-young de joven y posteriormente al hijo de Joon-young. En agosto de 2007, se unió al elenco de la serie The King and I donde dio vida al joven monarca Jaeulsangun, quien más tarde se convertiría en el Rey Seongjong. En septiembre del mismo año se unió a la serie The Legend donde interpretó al joven monarca Damdeok, quien más tarde se convertiría en el Rey Gwanggaeto el Grande de Goguryeo (papel interpretado por el actor Bae Yong-joon de adulto).
En 2009, se unió al elenco recurrente de la serie Queen Seondeok donde dio vida al genio Kim Chunchu, quien más tarde se convertiría en el Rey Taejong Muyeol, más conocido como el gobernante de la próxima era y gobernante de los Tres Reinos. Ese mismo año se unió al elenco principal del thriller 4th Period Mystery donde interpretó al estudiante Han Jung-hoon, un joven que se ve involucrado en el asesinato del estudiante que siempre lo fastidia y que debe de encontrar al verdadero asesino antes de que los demás estudiantes crean que fue él y que el verdadero asesino lo encuentre. En enero de 2010, se unió al elenco principal de la serie Master of Study donde interpretó a Hwang Baek-hyun, un joven que luego de perder a sus padres vive con su abuela en una casa pobre, y aunque al inicio es un mal estudiante más tarde se da cuenta de su potencial y decide estudiar para ser médico.
Ese mismo año participó en el doblaje coreano de la película animada Astro Boy donde prestó su voz para el personaje de AstroBoy. El 2 de octubre del mismo año se unió al elenco principal de la serie Flames of Desire donde dio vida al compasivo Kim Min-jae, un miembro de una familia adinerada con un alma pura, hasta el final de la serie el 27 de marzo del mismo año. El 4 de julio de 2011 se unió al elenco principal de la serie Warrior Baek Dong-soo donde interpretó a Yeo Woon, el hijo de Yeo Cho-sang (Lee Kye-in) y aparente amigo de Baek Dong-soo (Ji Chang-wook), que vive en las sombras como el espía de "Heuksa Chorong", un misterioso colectivo de asesinos que tiene el objetivo de derrocar a la dinastía, hasta el final de la serie el 10 de octubre de 2011. Ese mismo año prestó su voz para la versión coreana del personaje de Greenie, un pato macho silvestre y el hijo adoptivo de Leafie en la película animada Leafie, A Hen into the Wild. En agosto del mismo año se unió al elenco de la película Blind donde interpretó a Kwon Gi-seob, un repartidor en motocicleta que es testigo de un atropellamiento y huida.

### Carrera posterior
El 8 de febrero de 2012, se unió al elenco principal de la serie Operation Proposal donde dio vida a Kang Baek-ho, un joven que se arrepiente el día de la boda de su mejor amiga Ham Yi-seul (Park Eun-bin), el nunca haberle dicho que estaba enamorado de ella y que tiene la oportunidad de viajar en el tiempo para ganarse su corazón, hasta el final de la serie el 29 de marzo del mismo año. 
El 7 de noviembre del mismo año se unió al elenco principal de la serie Missing You donde dio vida a Kang Hyung-joon, el hijo de Kang Hyun-joo (Cha Hwa-yeon) que es puesto en un hospital mental por Han Tae-joon (Han Jin-hee). Hyung-joon en realidad es un asesino psicópata impulsado por su venganza en contra de Tae-joon, hasta el final de la serie el 17 de enero de 2013. El actor Ahn Do-gyu interpretó a Hyung-joon de joven.
En agosto del mismo año se unió al elenco de la serie Arang and the Magistrate donde interpretó al Emperador Jade, el Rey del Cielo. 
El 24 de noviembre de 2015, se unió al elenco principal de la serie Imaginary Cat donde interpretó a Hyun Jong-hyun, un trabajador obstinado a tiempo parcial que sueña con ser un escritor de webtoons y cuyo confidente es un gato callejero llamado Bokgil, hasta el final de esta el 12 de enero de 2016.
El 9 de diciembre de 2015, se unió al elenco principal de la serie Remember donde dio vida al abogado Seo Jin-woo, un joven con hipertimesia que le permite recordar lo que hace casi todos los días con muchos detalles, cuando su padre Seo Jae-hyuk es injustamente condenado por asesinato, Jin-woo se compromete a probar la inocencia de su padre, hasta el final de la serie el 18 de febrero de 2016.
El 6 de julio de 2016, se unió al elenco de la película Seondal: The Man Who Sells the River donde interpretó a Kim In-hong, un genio estafador, que posee una apariencia atractiva y audacia.
En mayo de 2017, se unió al elenco principal de la serie The Emperor: Owner of the Mask donde interpretó al Príncipe Heredero Lee Sun, un joven que debe de luchar contra "Pyunsoo-hoe", una organización poderosa y adinerada, que controla el país detrás de las escenas debido a su monopolio del suministro de agua de la nación y que pronto se enamora de Han Ga-eun (Kim So-hyun), hasta el final de la serie el 13 de julio del mismo año.
El 6 de diciembre del mismo año se unió al elenco principal de la serie I'm Not a Robot donde interpretó a Kim Min-kyu, un hombre que vive una vida aislada debido a una alergia severa a otras personas, hasta el final de la serie el 25 de enero de 2018.
En 2018, se anunció que estaba en pláticas para unirse al elenco principal de la serie I Am Love donde daría vida a Kang Chan.
En diciembre del mismo año se unió al elenco principal de la serie My Strange Hero (también conocida como "Revenge Has Returned") donde interpretó al peligroso maestro Kang Bok-soo, hasta el final de la serie el 4 de febrero del 2019.
Ese mismo mes se anunció que realizaría una aparición especial durante el primer episodio de la serie Player, donde dio vida a un guardia de seguridad de un hotel.
El 11 de marzo del 2020 se unió al elenco principal del drama Memorist donde dio vida a Dong Baek, un detective con poderes supernaturales, hasta el final de la serie el 30 de abril del mismo año.
En diciembre de 2021 se unirá al elenco principal de la serie Moonshine (también conocida como "When Flowers Bloom, I Think of the Moon") donde interpretará al inspector Nam-young, un hombre guapo, inteligente, trabajador y decidido que es popular entre las mujeres locales pero que solo está interesado en leer libros y en dar a conocer su nombre.

## Filmografía

### Series de televisión
| Año         | Título                                           | Personaje                        | Notas            |
| ----------- | ------------------------------------------------ | -------------------------------- | ---------------- |
| 2021 - 2022 | Moonshine                                        | Insp. Nam-young                  | 16 episodios     |
| 2020        | I Am Love                                        | Kang-chan                        |                  |
| 2020        | Memorist                                         | Det. Dong-baek                   | 16 episodios     |
| 2018 - 2019 | My Strange Hero                                  | Kang Bok-soo                     | 32 episodios     |
| 2018        | Player                                           | Guardia de Seguridad             | ep. #1 - (cameo) |
| 2017 - 2018 | I'm Not a Robot                                  | Kim Min-kyu                      | 32 episodios     |
| 2017        | The Emperor: Owner of the Mask                   | Príncipe Lee Sun                 | 40 episodios     |
| 2015 - 2016 | Remember                                         | Seo Jin-woo                      | 20 episodios     |
| 2015 - 2016 | Imaginary Cat                                    | Hyun Jong-hyun                   | 8 episodios      |
| 2012 - 2013 | Missing You                                      | Kang Hyung-joon / Harry Borrison | 21 episodios     |
| 2012        | Arang and the Magistrate                         | Emperador Jade                   |                  |
| 2012        | Operation Proposal                               | Kang Baek-ho                     | 16 episodios     |
| 2011        | Warrior Baek Dong-soo                            | Yeo Woon                         | 29 episodios     |
| 2010        | Flames of Desire                                 | Kim Min-jae                      | 50 episodios     |
| 2010        | Master of Study                                  | Hwang Baek-hyun                  | 16 episodios     |
| 2009        | You're Beautiful                                 | Cliente en la Tienda             | ep. #9           |
| 2009        | Queen Seondeok                                   | Rey Kim Chunchu                  |                  |
| 2007        | The Legend                                       | Rey Damdeok (de joven)           |                  |
| 2007        | The King and I                                   | Rey Seongjong (de joven)         |                  |
| 2006        | Alien Sam                                        | Wang Hae-ryong                   |                  |
| 2005        | Magic Warriors Mir & Gaon                        | Mir                              | 175 episodios    |
| 2005        | Sad Love Story                                   | Seo Joon-young (de joven)        |                  |
| 2004        | Precious Family                                  | Park Joon-yi                     |                  |
| 2004        | Immortal Admiral Yi Sun-sin                      | Yi Sun-sin (de joven)            |                  |
| 2004        | Sweet Buns                                       | Lee Shin-hyuk (de joven)         |                  |
| 2004        | Drama Special - "Hi, Clementine"                 | Se-beom                          |                  |
| 2003        | Love Letter                                      | Lee Woo-jin / Andrew (de joven)  |                  |
| 2003        | Drama Special - "Winter Bird's Dream"            | Joon-ho                          |                  |
| 2003        | Drama Special - "All That Ramen"                 | Joon-young                       |                  |
| 2001        | Drama Special - "It Happened in the Parking Lot" | -                                |                  |
| 2001        | Drama Special - "Boys Don't Cry"                 | Doo-san                          |                  |
| 2000        | Daddy Fish                                       | Jung Da-um                       |                  |

### Películas
| Año  | Título                               | Personaje                  | Notas                                                                                  | Ref.   |
| ---- | ------------------------------------ | -------------------------- | -------------------------------------------------------------------------------------- | ------ |
| 2002 | The Way Home                         | Sang-woo                   | junto a Kim Eul-boon, Min Kyung-hyun, Dong Hyo-hee, Yim Eun-kyung y Min Kyung-hoon     |        |
| 2003 | Happy Ero Christmas                  | Miembro del Coro           | junto a Cha Tae-hyun, Kim Sun-a, Park Yeong-gyu, Hong Kyung-in y Kim Ji-young          |        |
| 2004 | Don't Tell Papa                      | Kim Cho-won                | junto a Jung Woong-in, Chae Min-seo, Lee Eung-kyung y Hong So-hee                      |        |
| 2006 | Heart Is...                          | Chan-yi                    | junto a Kim Hyang-gi, Ahn Kil-kang, Jung Min-ah y Won Jang-hee                         |        |
| 2008 | Unforgettable                        | Gil-su                     |                                                                                        |        |
| 2009 | Astro Boy                            | AstroBoy (doblaje)         |                                                                                        |        |
| 2009 | City of Fathers                      | Kim Jong-chul              | junto a Kim Young-ho, Ko Chang-seok, Cho Jin-woong y Jung Sun-kyung                    |        |
| 2009 | 4th Period Mystery                   | Han Jung-hoon              | junto a Kang So-ra, Jo Sang-geun, Jeon Joon-hong y Jung Suk-yong                       |        |
| 2011 | Leafie, A Hen into the Wild          | Greenie (voz)              | junto a Moon So-ri, Choi Min-sik, Um Sang-hyun y Kim Sang-hyeon                        |        |
| 2011 | Blind                                | Kwon Gi-seob               | junto a Kim Ha-neul, Jo Hee-bong, Yang Young-jo, Park Bo-gum y Kim Mi-kyung            |        |
| 2012 | Fragments of Sweet Memories (corto)  | -                          | junto a Choi Il-hwa, Seo Hyun-jin, Yang Hyun-mo y Yang Kyung-mo                        |        |
| 2015 | Joseon Magician                      | Hwan-hee                   | junto a Go Ara, Kwak Do-won, Jo Yoon-hee, Lee Kyeong-yeong y Park Cheol-min            |        |
| 2016 | Seondal: The Man Who Sells the River | Kim In-hong / Kim Seon-dal | junto a Cho Jae-hyun, Ko Chang-seok, Ra Mi-ran, Yeon Woo-jin y Xiumin                  |        |
| 2022 | Entrega urgente                      |                            | aparición especial; junto a Park So-dam, Song Sae-byeok, Kim Eui-sung y Jung Hyun-joon | [ 38 ] |

### Apariciones en programas
| Año        | Programa                       | Notas                                            |
| ---------- | ------------------------------ | ------------------------------------------------ |
| 2016, 2017 | Section TV                     |                                                  |
| 2017       | Section TV Entertainment Relay | junto a Kim So-hyun, Kim Myung-soo y Yoon So-hee |
| 2015, 2016 | Entertainment Weekly           |                                                  |

### Apariciones en videos musicales
| Año  | Artista / Grupo      | Canción                        | Notas                  |
| ---- | -------------------- | ------------------------------ | ---------------------- |
| 2016 | Urban Zakapa         | "I Don't Love You"             | junto a Lee Ho-jung    |
| 2015 | Naul                 | "You From The Same Time"       |                        |
| 2015 | Gummy                | "Would You Love Me"            | [ 41 ]                 |
| 2013 | So Ji-sub ft. Mellow | "Eraser"                       | junto a Park Shin-hye  |
| 2011 | Huh Gak y LE         | "Whenever You Play That Song"  | junto a Park Jeong-hwa |
| 2011 | Fin                  | "Not A Boy Yet"                |                        |
| 2010 | Taeyeon y The One    | "Like a Star"                  |                        |
| 2009 | T-ara                | "Lies"                         |                        |
| 2009 | Jo Sung-mo           | "Please Take Good Care Of Her" | junto a UEE            |
| 2009 | G                    | "A Lonely Life"                | junto a So Ji-sub      |
| 2008 | Brown Eyes           | "Don't Go, Don't Go"           | junto a Lee Se-na      |
| 2004 | Tim                  | "I Was Thankful"               |                        |
| 2002 | Kim Jang-hoon        | "I'm Sorry"                    |                        |
| 2002 | Dragonfly            | "Father and Son"               |                        |
| 2002 | Lyn                  | "Have You Ever Been Lovesick"  |                        |
| 2001 | Duke                 | "The Second Wish"              |                        |

### Presentador
| Año  | Evento                  | Notas                                          |
| ---- | ----------------------- | ---------------------------------------------- |
| 2020 | 29th Seoul Music Awards | presentador de categoría - junto a Kim So-hyun |

### Narrador
| Año  | Título          | Notas      |
| ---- | --------------- | ---------- |
| 2013 | Homo Academicus | documental |

### Anuncios
| Año         | Título                             | Notas                        |
| ----------- | ---------------------------------- | ---------------------------- |
| 2017        | Baskin Robbins                     | junto a Cha Eun-woo          |
| 2017        | NH Nonghyup Card                   |                              |
| 2015        | MiRUN Seoul                        |                              |
| 2015        | ADIDAS - UltraBOOST                |                              |
| 2015        | LOTTE - Department Store           |                              |
| 2015        | Petitzel - Sweet Roll              |                              |
| 2015        | Nongshim's Sumi Potato Chip        |                              |
| 2013        | U&B Cosmetics                      |                              |
| 2012        | SKY VEGA R3                        | junto a BoA                  |
| 2012        | SKY VEGA S5                        |                              |
| 2012        | G by GUESS (U.S.A.)                | junto a IU                   |
| 2012        | ADIDAS -"Play the Winter"          | junto a Son Heung-min y 2NE1 |
| 2010        | Winia Mando Dimchae                | junto a So Ji-sub            |
| 2010        | iRiver E-Dictionary                |                              |
| 2009        | LG Telecom, OZ 2009                |                              |
| 2009        | Etude AC clinic                    |                              |
| 2009        | Mr. Pizza                          | junto a Park Bo-young        |
| 2009        | Korea Yakult Super 100             |                              |
| 2007        | MARU-I Kids (마루아이)             | junto a Sulli                |
| 2002        | Afkilla Plus (에프킬라 플러스)     |                              |
| 2002        | Wheat Noodles (햇국수)             |                              |
| 2002        | Ung Jin Ssing Kuh Bik (웅진씽크빅) |                              |
| 2001        | I-Book Land (아이북랜드)           |                              |
| 2000 - 2002 | Think Big                          | junto a Han Ji-min           |
| 1999        | Choco Pie                          |                              |
| 1999        | N016 Cellphone                     |                              |

### Colaboraciones
| Año  | Artista                   | Título             | Notas    |
| ---- | ------------------------- | ------------------ | -------- |
| 2015 | OKDAL (Rooftop Moonlight) | The Improbable Era | narrador |

## Discografía

### Sencillo
| Año                 | Artistas          | Canción         | Notas  |
| ------------------- | ----------------- | --------------- | ------ |
| 2 de agosto de 2010 | Yoo Seung-ho e IU | Believe in Love | [ 44 ] |

## Premios y nominaciones
| Año  | Categoría                                     | Premio                             | Series / Película                             | Resultado |
| ---- | --------------------------------------------- | ---------------------------------- | --------------------------------------------- | --------- |
| 2019 | Top Excellence Award, Actor in a Miniseries   | SBS Drama Award                    | My Strange Hero                               | Nominado  |
| 2018 | Best Couple Award (junto a Kim So-hyun)       | 12th Soompi Award                  | The Emperor: Owner of the Mask                | Nominados |
| 2017 | Top Excellence Award, Actor in a Miniseries   | MBC Drama Award                    | The Emperor: Owner of the Mask                | Ganó      |
| 2017 | Excellence Award, Actor in a Genre Drama      | SBS Drama Award                    | Remember                                      | Ganó      |
| 2016 | Top Excellence Award, Actor                   | 9th Korea Drama Award              | Remember                                      | Nominado  |
| 2013 | Excellence Award from the Battalion Commander | New Soldiers Education Unit        | -                                             | Ganó      |
| 2012 | Excellence Award, Actor in a Miniseries       | MBC Drama Award                    | Missing You y Arang and the Magistrate        | Nominado  |
| 2010 | Excellence Award, Actor in a Miniseries       | KBS Drama Award                    | Master of Study                               | Nominado  |
| 2010 | Netizens' Award, Actor                        | KBS Drama Award                    | Master of Study                               | Nominado  |
| 2010 | Best Couple Award (junto a Park Ji-yeon)      | KBS Drama Award                    | Master of Study                               | Nominados |
| 2010 | Best Dressed, TV Actor Category               | 26th Korea Best Dressed Swan Award | Master of Study                               | Ganó      |
| 2010 | Best New Actor (TV)                           | 46th Baeksang Arts Award           | Master of Study                               | Nominado  |
| 2010 | Best New Actor (Film)                         | 46th Baeksang Arts Award           | 4th Period Mystery                            | Nominado  |
| 2009 | Best New Actor                                | MBC Drama Award                    | Queen Seondeok                                | Ganó      |
| 2009 | Male Star Award                               | 4th Andre Kim Best Star Award      | -                                             | Ganó      |
| 2008 | Hot Younger Male                              | 2nd Mnet 20's Choice Award         | -                                             | Ganó      |
| 2007 | Best Young Actor                              | SBS Drama Award                    | The King and I                                | Ganó      |
| 2007 | Best Young Actor                              | 1st Korea Movie Star Award         | Heart Is...                                   | Ganó      |
| 2005 | Best Young Actor                              | KBS Drama Award                    | Immortal Admiral Yi Sun-sin y Precious Family | Ganó      |
| 2002 | Best Young Performer in International Film    | 24th Young Artist Award            | The Way Home                                  | Ganó      |